# Ellipteroides (Progonomyia) tessellatus
Ellipteroides (Progonomyia) tessellatus is een tweevleugelige uit de familie steltmuggen (Limoniidae). De soort komt voor in het Neotropisch gebied.